# Paweł Poncyljusz
Paweł Janusz Poncyljusz (ur. 18 maja 1969 w Warszawie) – polski polityk, poseł na Sejm IV, V, VI i IX kadencji, w latach 2006–2007 sekretarz stanu w Ministerstwie Gospodarki, jeden z założycieli i liderów partii Polska jest Najważniejsza, przewodniczący klubu parlamentarnego tego ugrupowania w 2011.

## Życiorys
Ukończył warszawskie XXXIV Liceum Ogólnokształcące im. Karola Świerczewskiego. W latach 1989–1994 studiował na Wydziale Historycznym Uniwersytetu Warszawskiego, nie ukończył tych studiów. W 1998 ukończył Policealne Studium Ekonomiczne w zakresie finansów i rachunkowości.
Działał w Związku Harcerstwa Polskiego, w latach 1989–1991 był członkiem Rady Chorągwi Stołecznej ZHP. Następnie związany ze Związkiem Harcerstwa Rzeczypospolitej, w latach 1993–1995 pełnił funkcję komendanta Hufca Harcerzy ZHR Centrum.
Od 1991 do 1993 pracował jako księgowy, w latach 1993–2001 prowadził działalność gospodarczą w ramach spółki cywilnej. W latach 1996–1997 był dyrektorem ds. finansowych w firmie konsultingowej. Od 1997 do 1999 pracował jako menedżer do spraw sprzedaży.
W latach 1998–2001 był radnym rady dzielnicy Warszawa-Śródmieście z listy AWS, w latach 2000–2001 przewodniczył komisji rewizyjnej. Od 1996 do 2000 działał w Ruchu Stu, w latach 1998–2000 był członkiem władz krajowych. W latach 1999–2001 doradca wojewody mazowieckiego.
W 2001 kandydował do Sejmu z listy Prawa i Sprawiedliwości. Tuż przed wyborami (już po rejestracji list) partia wycofała poparcie dla niego z uwagi na niekonsultowanie swojej kampanii wyborczej. Paweł Poncyljusz uzyskał mandat, zostając posłem niezrzeszonym, jednak już w styczniu 2002 przystąpił do klubu parlamentarnego PiS. Brał udział jako obserwator międzynarodowy w wyborach prezydenckich na Ukrainie (2004) i w Kazachstanie (2005) oraz w wyborach parlamentarnych w Kirgistanie (2005) i w Mołdawii (2005). Bezskutecznie kandydował w wyborach do Parlamentu Europejskiego w 2004 w okręgu lubelskim.
W 2005 z powodzeniem ubiegał się natomiast o poselską reelekcję. W Sejmie V kadencji był zastępcą przewodniczącego Komisji Skarbu Państwa (od 2005 do 2006). W rządach Kazimierza Marcinkiewicza i Jarosława Kaczyńskiego od 7 marca 2006 do 23 listopada 2007 pełnił funkcję sekretarza stanu w Ministerstwie Gospodarki. W wyborach parlamentarnych w 2007 po raz trzeci został wybrany na posła, otrzymując w okręgu warszawskim 4647 głosów. Bez powodzenia kandydował w 2009 do PE w okręgu warszawskim, uzyskując 20 667 głosów.
W 2010 został rzecznikiem sztabu wyborczego Jarosława Kaczyńskiego, kandydata na urząd prezydenta RP. W listopadzie 2010 wystąpił z Prawa i Sprawiedliwości i przystąpił do nowo utworzonego klubu parlamentarnego Polska Jest Najważniejsza. W styczniu 2011 był wśród autorów wniosku o rejestrację partii PJN, która została wpisana do ewidencji 17 marca tego samego roku. 7 czerwca 2011 został przewodniczącym klubu parlamentarnego tej partii, zastępując na tym stanowisku Joannę Kluzik-Rostkowską, a 3 dni później rada krajowa PJN wybrała go na jednego z wiceprezesów partii. W wyborach w 2011 nie uzyskał reelekcji do Sejmu (jego ugrupowanie nie przekroczyło progu wyborczego). W lipcu 2012 został wiceprezesem zarządu grupy AVIO w Polsce. Związany był z powołaną po decyzji o rozwiązaniu PJN w grudniu 2013 Polską Razem, pełniąc do 2014 funkcję jej pełnomocnika w województwie mazowieckim.
W 2019 otrzymał pierwsze miejsce na liście kandydatów Koalicji Obywatelskiej do Sejmu w okręgu rzeszowskim (podejmując współpracę z Platformą Obywatelską). W wyniku głosowania uzyskał mandat posła IX kadencji, otrzymując 23 312 głosów. Objął funkcję wiceprzewodniczącego klubu parlamentarnego KO. W wyborach w 2023 bezskutecznie kandydował do Sejmu X kadencji, uzyskując 4869 głosów na liście KO w okręgu warszawskim.
W 2024 został prezesem zarządu przedsiębiorstwa MindMade (należącego do Grupy WB), a także prezesem spółki Polska Amunicja z grupy Agencji Rozwoju Przemysłu. W tym samym roku wszedł również w skład rady nadzorczej spółki Newag.

## Życie prywatne
Syn Jerzego i Jadwigi Poncyljuszów. Jest żonaty z Edytą, mają czworo dzieci: Julię, Kacpra, Zuzannę i Łukasza.